# Griffith Lewis
Griffith Lewis foi Decano de Gloucester de 1594 até à sua morte no início de junho de 1607: ele foi enterrado na Catedral de Hereford.